# Круиз-1
«Круиз-1» — первый альбом рок-группы «Круиз» в её обновленном формате хеви-метал-трио. Записан в июне 1986 года в Москве и распространялся как магнитоальбом под названием «Рок Навсегда!». Издан 14 октября 1987 года фирмой «Мелодия» на виниле под названием «Круиз-1» и без песни «Рок навсегда» (матричный номер С60 26141). Переиздан в 2007 году на CD фирмой «CD-Maximum» в первоначальной версии и с концертными бонусами.
Самый известный из всех альбомов «Круиза», первый «металлический» их альбом и единственный лонгплей группы, официально изданный в СССР.

## История создания
В июне 1986 года Валерием Гаиной (гитара, бас-гитара, вокал) и Сергеем Ефимовым (барабаны) был записан демо-альбом «Рок Навсегда!», причём Ефимов свои партии записал всего за два дня. Из студийных эффектов при записи использовался один ревербератор и один дилэй. Сведение альбома делалось совместно Валерием Гаиной и звукорежиссёром Яковом Берманом. Альбом записывался в студии ДК АЗЛК на 8-канальный магнитофон «TASCAM» и сводился на венгерский стереофонический пленочный магнитофон «STM». Эту запись решили назвать «Рок Навсегда!» — по заглавной песне альбома. В качестве магнитоальбома запись вышла в свет в августе 1986 года.
Если раньше, в «Круизе», мы исполняла свои песни, достаточно оригинальные — они были между новой волной и арт-роком, то здесь мы сделали серьёзный шаг в сторону совершенно другого музыкального стиля. Изначально это был хард-рок. Потом это постепенно стал хеви-метал и трэш-метал. И, разумеется, тексты не могли быть те же, что и в «Круизе». И такие песни, как «Рок навсегда» — они сами по себе заявление, что мы за это боремся, мы за это стоим, это — наша жизнь. Поэтому всё стало совершенно другим. Другая энергетика пошла. И тексты пошли, что называется, «в лоб».
В 1987 году альбом согласилась издать на виниле ВФГ «Мелодия». Но из экономии средств руководство «Мелодии» не позволило музыкантам переписать материал заново на более качественной аппаратуре, посчитав демозапись Ефимова и Гаины достаточно интересной и совершенной. Однако «Мелодия» запретила название «Рок Навсегда!» и саму песню. В итоге альбом вышел в октябре 1987 года под названием «Круиз-1» и без этой песни.
Диск «Круиз-1» пользовался огромным успехом в СССР: уже к середине 1988 года его тираж превысил миллион экземпляров, а суммарный тираж составил около 12,5 миллиона экземпляров.

«Тогда мы следили за тиражом пластинки на „Мелодии“, и последние данные, которые мы получили, были о 12-ти с половиной миллионах. А потом… Потом фирма „Мелодия“ прекратила её печатать. Знаете, чем они аргументировали? „Этого достаточно!“ Такой вот бизнес был в Советском Союзе».— В. Гаина
В мае 2012 года в результате голосования, проходившего на сайте openspace.ru, альбом «Круиз-1» вошёл в список 50 главных пластинок «Мелодии» и будет заново переиздан на виниле ограниченным тиражом в рамках проекта «Мелодия-50», посвящённого 50-летию фирмы.

## Список композиций

### LP-издание
Тип: Full-length
Дата релиза: 14 октября 1987
Лейбл: Мелодия
Формат: 12" Vinyl (33⅓ RPM)
Вся музыка написана Валерием Гаиной.
| №                   | Название                   | Текст песни         | Длительность |
| ------------------- | -------------------------- | ------------------- | ------------ |
| 1.                  | «Intro» (инструментальная) |                     | 4:40         |
| 2.                  | «Дальний свет»             | Ольга Чайко         | 4:25         |
| 3.                  | «Случилось»                | Александр Кирницкий | 4:52         |
| 4.                  | «Последний рассвет»        | Ольга Чайко         | 5:42         |
| Общая длительность: | Общая длительность:        | Общая длительность: | 19:39        |

| №                   | Название            | Текст песни                    | Длительность |
| ------------------- | ------------------- | ------------------------------ | ------------ |
| 5.                  | «Иди же с нами»     | Л. Фелипе (перевод Юнны Мориц) | 10:05        |
| 6.                  | «Мираж»             | Валерий Сауткин                | 3:30         |
| 7.                  | «Время»             | Ольга Чайко                    | 4:32         |
| Общая длительность: | Общая длительность: | Общая длительность:            | 18:07        |

### CD-издание
Вся музыка написана Валерием Гаиной.
| №                   | Название                                          | Текст песни                    | Длительность |
| ------------------- | ------------------------------------------------- | ------------------------------ | ------------ |
| 1.                  | «Intro (инструментальная)»                        |                                | 4:44         |
| 2.                  | «Дальний свет»                                    | Ольга Чайко                    | 4:24         |
| 3.                  | «Случилось»                                       | Александр Кирницкий            | 4:50         |
| 4.                  | «Последний рассвет»                               | Ольга Чайко                    | 5:42         |
| 5.                  | «Иди же с нами»                                   | Л. Фелипе (перевод Юнны Мориц) | 10:10        |
| 6.                  | «Мираж»                                           | Валерий Сауткин                | 3:33         |
| 7.                  | «Время»                                           | Ольга Чайко                    | 4:36         |
| 8.                  | «Рок навсегда» (с магнитоальбома «Рок Навсегда!») | Ольга Чайко                    | 4:50         |
| 9.                  | «Не падай духом» (запись с концерта 1984 года)    | Валерий Сауткин                | 3:11         |
| 10.                 | «Мираж» (запись с концерта 1984 года)             | Валерий Сауткин                | 4:20         |
| 11.                 | «Дальний свет» (ремейк 2003 года)                 | Ольга Чайко                    | 4:13         |
| 12.                 | «Мираж» (ремейк 2003 года)                        | Валерий Сауткин                | 3:26         |
| 13.                 | «Иди же с нами» (ремейк 2003 года)                | Л. Фелипе (перевод Юнны Мориц) | 5:56         |
| 14.                 | «Время» (ремейк 2003 года)                        | Ольга Чайко                    | 4:06         |
| Общая длительность: | Общая длительность:                               | Общая длительность:            | 68:01        |

## Бонус-треки к изданию 2007 года
1. Рок навсегда (В. Гаина — О. Чайко)
2. Не падай духом (live) (В. Гаина — В. Сауткин)
3. Мираж (live) (В. Гаина — В. Сауткин)
4. Дальний свет (2003) (В. Гаина — О. Чайко)
5. Мираж (2003) (В. Гаина — В. Сауткин)
6. Иди же с нами (2003) (В. Гаина — Л. Фелипе, перевод Ю. Мориц)
7. Время (2003) (В. Гаина — О. Чайко)

«Не падай духом» и «Мираж» — записи, сделанные в 1984 году на концерте в ленинградском ДС «Юбилейный». Выходили на сборнике «Панорама 86» («Мелодия», 2LP).
Бонус-треки «Дальний свет», «Иди же с нами», «Мираж», «Время» были записаны для промо-сингла «Круиз/Kruiz (Promo CD)» экс-участниками трио «Круиз». Запись барабанов и баса производилась Сергеем Ефимовым и Фёдором Васильевым в Москве, а затем Валерий Гаина в своей студии в Лос-Анджелесе наложил гитары, вокал, чуть изменил аранжировки и добавил новых соло.

## Состав
- Валерий Гаина — вокал, гитара
- Фёдор Васильев — бас-гитара
- Сергей Ефимов — барабаны

Фёдор Васильев не участвовал в записи основного материала альбома, но изображён на обложках всех изданий и указан в составе коллектива, поскольку в октябре 1987 года, когда альбом был издан «Мелодией» он уже являлся полноценным участником трио «Круиз».
- Художественный руководитель: М. Аничкин
- Звукорежиссёр: Я. Берман
- Редактор: А. Лушин
- Художник: А. Иоффе
- Фото: А. Иоффе и Г. Прохорова
- Дизайн переиздания: С. Жохова, Е. Сидорова